# Park Narodowy Sanjay Gandhi
Park Narodowy Sanjay Gandhi – park narodowy położony w granicach miasta Mumbaj w stanie Maharasztra w południowych Indiach. Jeden z nielicznych parków położonych w obrębie miasta. 

## Charakterystyka parku
Teren parku obejmuje liczne wzgórza porośnięte lasami liściastymi. Na terenie parku znajduje się też 109 grot buddyjskim - Kanheri Caves. Kompleks grot był użytkowany  w okresie od II do IX wieku. Grota nr 3 z olbrzymimi posągami Buddy jest bogato dekorowana rzeźbionymi kolumnami i wspornikami.

## Fauna
W parku występują m.in. tygrysy, dziki, kobry.